# Mistrzostwa Świata U-17 w Piłce Nożnej 1995
Mistrzostwa świata do lat 17 w piłce nożnej 1995 odbyły się w Ekwadorze między 3 sierpnia a 20 sierpnia. Mecze w ramach turnieju odbywały się w 6 miastach: Guayaquil, Portoviejo, Quito, Ibarra, Cuenca oraz Riobamba. Mogli w nim wziąć udział piłkarze urodzeni po 1 sierpnia 1978.

## Drużyny
| Ekwador           | Gospodarz                                                                |
| Japonia           | 1,2,3 miejsce w Mistrzostwa Azji U-16 w piłce nożnej 1994                |
| Oman              | 1,2,3 miejsce w Mistrzostwa Azji U-16 w piłce nożnej 1994                |
| Katar             | 1,2,3 miejsce w Mistrzostwa Azji U-16 w piłce nożnej 1994                |
| Ghana             | 1,2,3 miejsce w Mistrzostwa Afryki U-17 w piłce nożnej 1995              |
| Gwinei            | 1,2,3 miejsce w Mistrzostwa Afryki U-17 w piłce nożnej 1995              |
| Nigeria           | 1,2,3 miejsce w Mistrzostwa Afryki U-17 w piłce nożnej 1995              |
| Kanada            | 1,2,3 miejsce w Mistrzostwa Ameryki Północnej U-16 w piłce nożnej 1994   |
| Kostaryka         | 1,2,3 miejsce w Mistrzostwa Ameryki Północnej U-16 w piłce nożnej 1994   |
| Stany Zjednoczone | 1,2,3 miejsce w Mistrzostwa Ameryki Północnej U-16 w piłce nożnej 1994   |
| Brazylia          | 1 i 2 miejsce w Mistrzostwa Ameryki Południowej U-17 w piłce nożnej 1995 |
| Argentyna         | 1 i 2 miejsce w Mistrzostwa Ameryki Południowej U-17 w piłce nożnej 1995 |
| Australia         | zwycięzca kwalifikacji w strefie Oceanii                                 |
| Niemcy            | 1,2,3 miejsce w Mistrzostwa Europy U-16 w piłce nożnej 1995              |
| Hiszpania         | 1,2,3 miejsce w Mistrzostwa Europy U-16 w piłce nożnej 1995              |
| Portugalia        | 1,2,3 miejsce w Mistrzostwa Europy U-16 w piłce nożnej 1995              |

## Grupa A
| Zespół            | Pkt | M | W | R | P | Br+ | Br− | +/− |
| ----------------- | --- | - | - | - | - | --- | --- | --- |
| Ghana             | 9   | 3 | 3 | 0 | 0 | 5   | 1   | +4  |
| Ekwador           | 4   | 3 | 1 | 1 | 1 | 3   | 2   | +1  |
| Japonia           | 4   | 3 | 1 | 1 | 1 | 2   | 2   | 0   |
| Stany Zjednoczone | 0   | 3 | 0 | 0 | 3 | 1   | 6   | -5  |

| 3 sierpnia 1995 | Ekwador · Luis Moreira 31' · Exon Corozo 83' | 2 – 01 – 0 | Stany Zjednoczone | Quito Widzów: 28 tys. Sędzia: Fritz Stuchlik |
|                 |                                              |            |                   |                                              |

| 3 sierpnia 1995 | Ghana · Dini Kamara 70' | 1 – 00 – 0 | Japonia | Quito Widzów: 28 tys. Sędzia: Leslie Irvine |
|                 |                         |            |         |                                             |

| 5 sierpnia 1995 | Ekwador · Félix Angulo 70' | 1 – 21 – 1 | Ghana · 6' Baba Sule · 68' Bashiru Gambo | Quito Widzów: 18 tys. Sędzia: José Luis da Rosa |
|                 |                            |            |                                          |                                                 |

| 5 sierpnia 1995 | Stany Zjednoczone · Jorge Redmond 32' | 1 – 20 – 0 | Japonia · 49' Kotaro Yamazaki · 86' Naohiro Takahara | Quito Widzów: 12 tys. Sędzia: Fritz Stuchlik |
|                 |                                       |            |                                                      |                                              |

| 8 sierpnia 1995 | Ekwador | 0 – 0 | Japonia | Quito Widzów: 34 tys. Sędzia: Said Belqola |
|                 |         |       |         |                                            |

| 8 sierpnia 1995 | Stany Zjednoczone | 0 – 20 – 1 | Ghana · 35' Abu Iddrisu · 65' Charles Akwei | Quito Widzów: 28 tys. Sędzia: Wasyl Melnyczuk |
|                 |                   |            |                                             |                                               |

## Grupa B
| Zespół     | Pkt | M | W | R | P | Br+ | Br− | +/− |
| ---------- | --- | - | - | - | - | --- | --- | --- |
| Argentyna  | 9   | 3 | 3 | 0 | 0 | 7   | 0   | +7  |
| Portugalia | 3   | 3 | 1 | 0 | 2 | 5   | 6   | -1  |
| Gwinea     | 3   | 3 | 1 | 0 | 2 | 3   | 6   | -3  |
| Kostaryka  | 3   | 3 | 1 | 0 | 2 | 2   | 5   | -3  |

| 4 sierpnia 1995 | Argentyna · Fernando Gatti 05' · César La Paglia 19' · César La Paglia 88-karny' | 3 – 02 – 0 | Portugalia | Cuenca Widzów: 6,5 tys. Sędzia: Hartmut Strampe |
|                 |                                                                                  |            |            |                                                 |

| 4 sierpnia 1995 | Kostaryka · Nelson Fonseca 80' · Andrey Campos 87' | 2 – 00 – 0 | Gwinea | Cuenca Widzów: 6,5 tys. Sędzia: Barry Tasker |
|                 |                                                    |            |        |                                              |

| 6 sierpnia 1995 | Portugalia · Zeferino 11' · Zeferino 26' | 2 – 32 – 1 | Gwinea · 30' Ousmane Bangoura · 45+3-karny' Ibrahima Conté · 65' Souleymane Keïta | Cuenca Widzów: 2,5 tys. Sędzia: Ahmed Haji Yaakub |
|                 |                                          |            |                                                                                   |                                                   |

| 6 sierpnia 1995 | Argentyna · Luís Caserío 62' · Fernando Gatti 79' | 2 – 00 – 0 | Kostaryka | Cuenca Widzów: 2,5 tys. Sędzia: Hossein Asgari |
|                 |                                                   |            |           |                                                |

| 9 sierpnia 1995 | Portugalia · Miguel Vargas 88' · Adolfo 89' · Miguel Vargas 90+1' | 3 – 00 – 0 | Kostaryka | Cuenca Widzów: 15 tys. Sędzia: Roger Zambrano |
|                 |                                                                   |            |           |                                               |

| 9 sierpnia 1995 | Argentyna · Sixto Peralta 18' · Pablo Aimar 26' | 2 – 0 | Gwinea | Cuenca Widzów: 15 tys. Sędzia: Antonio Maruffo |
|                 |                                                 |       |        |                                                |

## Grupa C
| Zespół    | Pkt | M | W | R | P | Br+ | Br− | +/− |
| --------- | --- | - | - | - | - | --- | --- | --- |
| Nigeria   | 7   | 3 | 2 | 1 | 0 | 5   | 2   | +3  |
| Australia | 4   | 3 | 1 | 1 | 1 | 5   | 4   | +1  |
| Hiszpania | 4   | 3 | 1 | 1 | 1 | 4   | 4   | 0   |
| Katar     | 1   | 3 | 0 | 1 | 2 | 1   | 5   | -4  |

| 4 sierpnia 1995 | Nigeria · Chiedu Chukwueke 13-karny' | 1 – 1 | Katar · 39' Jaweed Ghulam | Riobamba Widzów: 20 tys. Sędzia: Antonio Maruffo |
|                 |                                      |       |                           |                                                  |

| 4 sierpnia 1995 | Australia · Daniel Allsopp 16' · Daniel Allsopp 73' | 2 – 21 – 0 | Hiszpania · 55-karny' Duarte · 88' Mista | Riobamba Widzów: 20 tys. Sędzia: Ramesh Ramdhan |
|                 |                                                     |            |                                          |                                                 |

| 6 sierpnia 1995 | Nigeria · Edward Anyamkygh 56' · James Obiorah 90+3' | 2 – 00 – 0 | Australia | Riobamba Widzów: 10 tys. Sędzia: Roger Zambrano |
|                 |                                                      |            |           |                                                 |

| 6 sierpnia 1995 | Katar | 0 – 10 – 0 | Hiszpania · 83' Ferrón | Riobamba Widzów: 10 tys. Sędzia: Epifiano Gonzalez |
|                 |       |            |                        |                                                    |

| 9 sierpnia 1995 | Katar | 0 – 30 – 1 | Australia · 43-karny' Harry Kewell · 48' Daniel Allsopp · 56' Daniel Allsopp | Riobamba Widzów: 10 tys. Sędzia: Hartmut Strampe |
|                 |       |            |                                                                              |                                                  |

| 9 sierpnia 1995 | Nigeria · James Obiorah 48' · Henry Onwuzuruike 84' | 2 – 10 – 0 | Hiszpania · 57-karny' Duarte | Riobamba Widzów: 10 tys. Sędzia: Barry Tasker |
|                 |                                                     |            |                              |                                               |

## Grupa D
| Zespół   | Pkt | M | W | R | P | Br+ | Br− | +/− |
| -------- | --- | - | - | - | - | --- | --- | --- |
| Brazylia | 7   | 3 | 2 | 1 | 0 | 5   | 0   | +5  |
| Oman     | 7   | 3 | 2 | 1 | 0 | 5   | 1   | +4  |
| Niemcy   | 3   | 3 | 1 | 1 | 1 | 3   | 6   | -3  |
| Kanada   | 0   | 3 | 0 | 0 | 3 | 1   | 7   | -6  |

| 4 sierpnia 1995 | Brazylia · Djimi 39' · Carlos Alberto 54' · Juan 63' | 3 – 01 – 0 | Niemcy | Ibarra Widzów: 16 tys. Sędzia: Said Belqola |
|                 |                                                      |            |        |                                             |

| 4 sierpnia 1995 | Oman · Mohammed Al-Kathiri 43' · Mohammed Al-Kathiri 62-karny' | 2 – 11 – 0 | Kanada · 70' Patrice Bernier | Ibarra Widzów: 16 tys. Sędzia: Pierre Mounguengui |
|                 |                                                                |            |                              |                                                   |

| 6 sierpnia 1995 | Brazylia | 0 – 0 | Oman | Ibarra Widzów: 10 tys. Sędzia: Wasyl Melnyczuk |
|                 |          |       |      |                                                |

| 6 sierpnia 1995 | Niemcy · Damian Brezina 23' · Timo Rost 68' · Alexander Bugera 73' | 3 – 01 – 0 | Kanada | Ibarra Widzów: 10 tys. Sędzia: Said Belqola |
|                 |                                                                    |            |        |                                             |

| 9 sierpnia 1995 | Niemcy | 0 – 30 – 1 | Oman · 4-karny' Mohammed Al-Kathiri · 81' Taqi Al-Siyabi · 87' Taqi Al-Siyabi | Ibarra Widzów: 9 tys. Sędzia: José Luis da Rosa |
|                 |        |            |                                                                               |                                                 |

| 9 sierpnia 1995 | Brazylia · Bel 2' · Eduardo 46' | 2 – 01 – 0 | Kanada | Ibarra Widzów: 9 tys. Sędzia: Leslie Irvine |
|                 |                                 |            |        |                                             |

## Ćwierćfinał
| 12 sierpnia 1995 | Ghana · Emanuel Bentil 12' · Attakora Amaniampong 87' | 2 – 01 – 0 | Portugalia | Quito Widzów: 2 tys. Sędzia: Epifiano Gonzalez |
|                  |                                                       |            |            |                                                |

| 12 sierpnia 1995 | Nigeria · Chiedu Chukwueke 13-karny' | 1 – 21 – 1 | Oman · 32' Mohammed Al-Kathiri · 49' Hani Al Dhabit | Portoviejo Widzów: 12 tys. Sędzia: Hartmut Strampe |
|                  |                                      |            |                                                     |                                                    |

| 13 sierpnia 1995 | Brazylia · Rodrigo 14' · Kleber 65' · Marco Antonio 75' | 3 – 11 – 1 | Australia · 32' Daniel Allsopp | Portoviejo Widzów: 12 tys. Sędzia: Antonio Maruffo |
|                  |                                                         |            |                                |                                                    |

| 13 sierpnia 1995 | Argentyna · Víctor Mercado 36-samobójcza' · Pablo Aimar 46' · Fernando Gatti 66' | 3 – 11 – 0 | Ekwador · 86' Diego Ayala | Guayaquil Widzów: 10 tys. Sędzia: Leslie Irvine |
|                  |                                                                                  |            |                           |                                                 |

## Półfinał
| 17 sierpnia 1995 | Ghana · Joseph Ansah 38' · Dini Kamara 54' · Abu Iddrisu 72' | 3 – 11 – 0 | Oman · 76' Mohamed Al-Kathiri | Portoviejo Widzów: 18 tys. Sędzia: José Luis da Rosa |
|                  |                                                              |            |                               |                                                      |

| 17 sierpnia 1995 | Argentyna | 0 – 30 – 0 | Brazylia · 74' Rodrigo · 88' Rocha · 90' Fabio | Guayaquil Widzów: 3 tys. Sędzia: Fritz Stuchlik |
|                  |           |            |                                                |                                                 |

## Mecz o trzecie miejsce
| 20 sierpnia 1995 | Oman | 0 – 20 – 1 | Argentyna · 20' Fernando Gatti · 71' Esteban Cambiasso | Guayaquil Widzów: 30 tys. Sędzia: Said Belqola |
|                  |      |            |                                                        |                                                |

## Finał
| 20 sierpnia 1995 | Ghana · Baba Sule 39' · Abu Iddrisu 45' · Emanuel Bentil 49' | 3 – 22 – 0 | Brazylia · 47' Juan · 90' Marco Antônio | Guayaquil Widzów: 30 tys. Sędzia: Leslie Irvine |
|                  |                                                              |            |                                         |                                                 |

## Klasyfikacja strzelców
| Zespół    | Zawodnik            | Gole |
| --------- | ------------------- | ---- |
| Oman      | Mohammed Al-Kathiri | 5    |
| Australia | Daniel Allsopp      | 5    |
| Argentyna | Fernando Gatti      | 4    |

## Inne
- Nigeria otrzymała nagrodę fair-play turnieju.